# 4810 Ruslanova
4810 Ruslanova è un asteroide della fascia principale. Scoperto nel 1972, presenta un'orbita caratterizzata da un semiasse maggiore pari a 2,2382988 UA e da un'eccentricità di 0,1024805, inclinata di 7,75665° rispetto all'eclittica.
L'asteroide è dedicato alla cantante sovietica Lidia Ruslanova.